# ألفارناتيخو
بلدية ألفارناتيخو (بالإسبانية: Alfarnatejo) هي بلدية تقع في مقاطعة مالقة التابعة لمنطقة أندلوسيا جنوب إسبانيا.

## الديموغرافيا
بلغ عدد سكان بلدية ألفارناتيخو 546 نسمة عام 2011 (وفقاً للمعهد الوطني الإسباني للإحصاء).
| 422 | 408 | 388 | 404 | 478 | 538 | 546 |